# 小林錡
小林 錡（こばやし かなえ、1888年3月3日 - 1960年10月25日）は、日本の政治家、検察官。衆議院議員（通算8期）、裁判官弾劾裁判所裁判長などを歴任した。

## 来歴

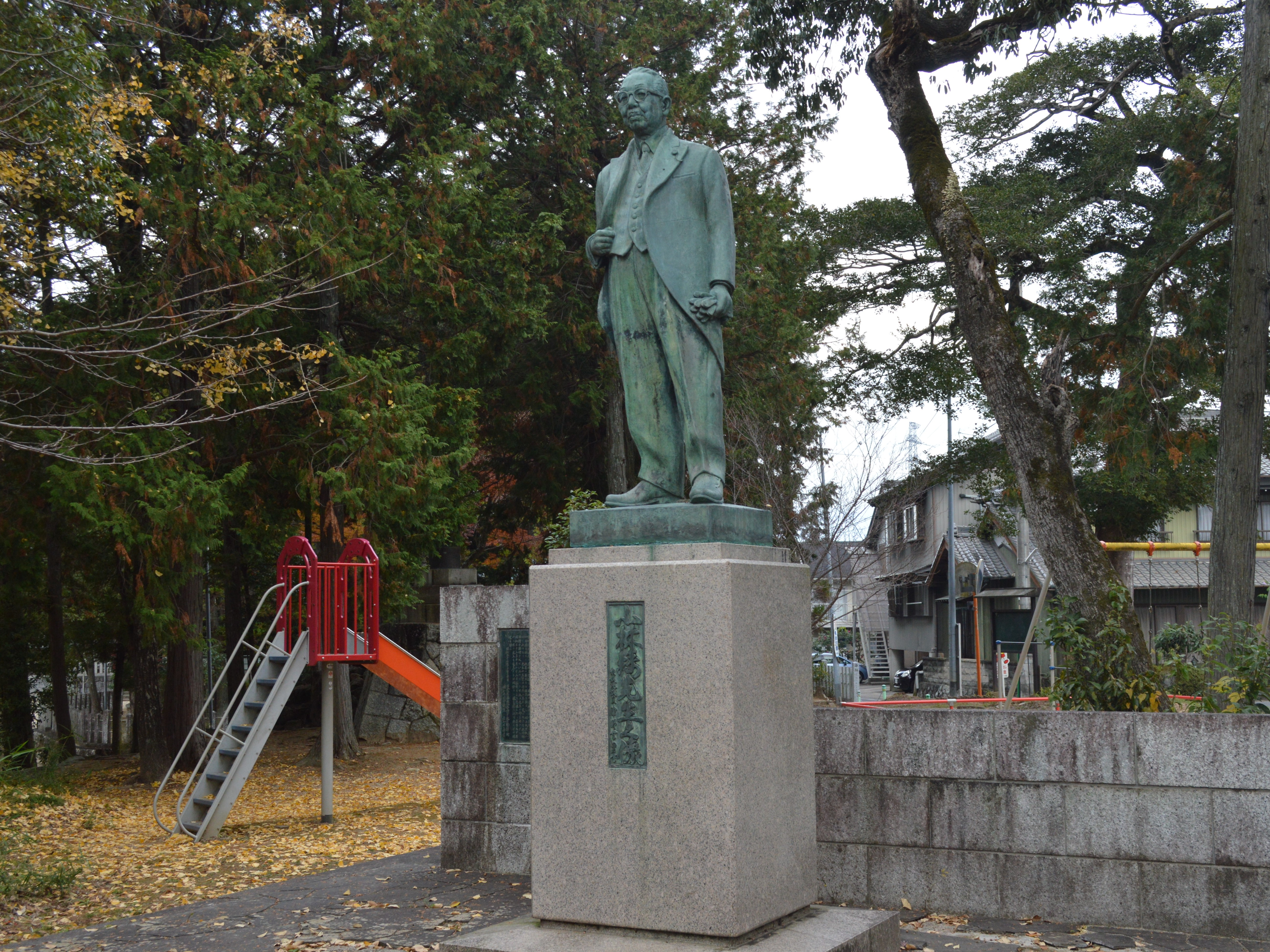
故郷の豊田市にある銅像

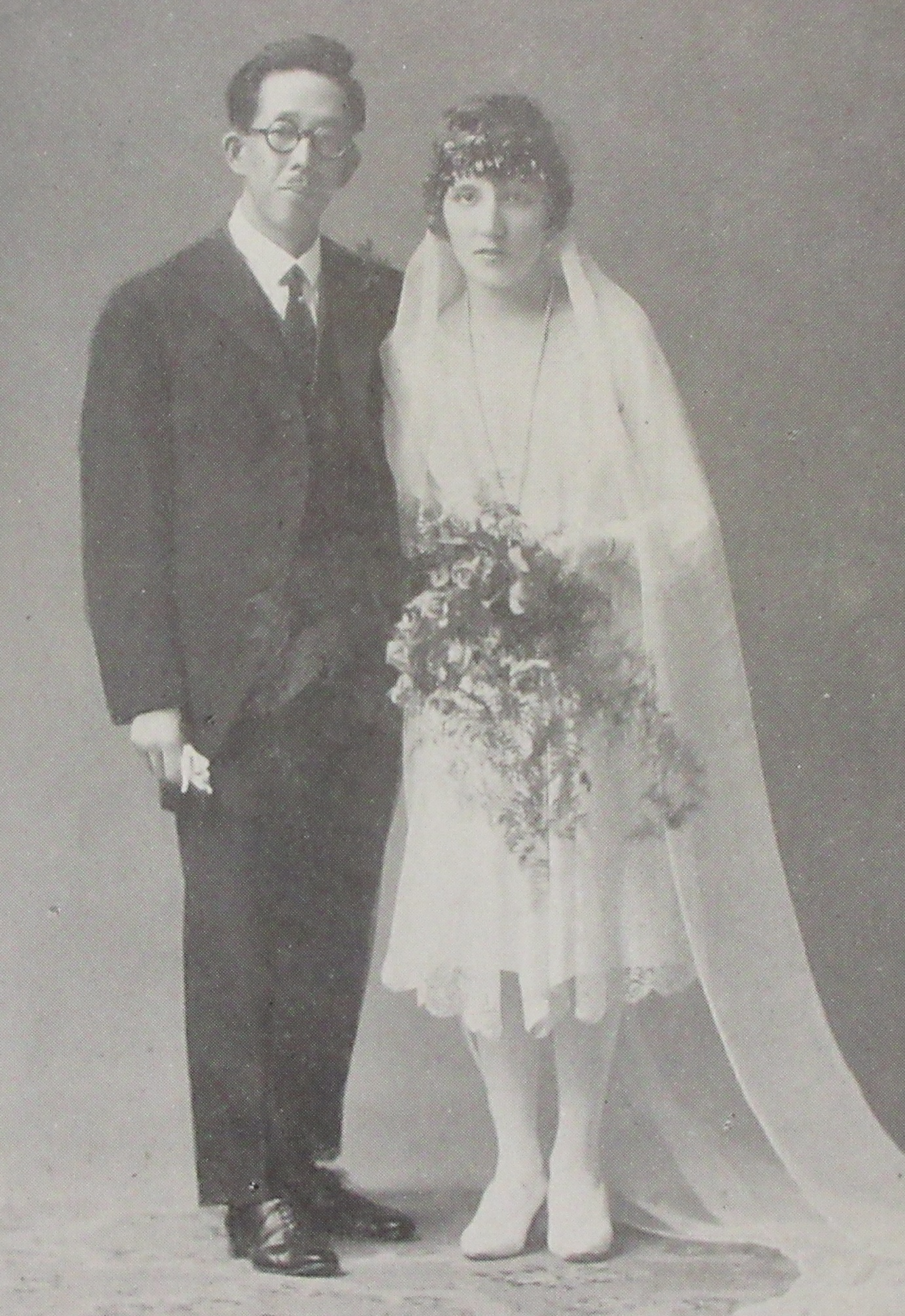
ドイツ留学時代に知り合ったゲルト・ルードと結婚した小林錡（1927年）

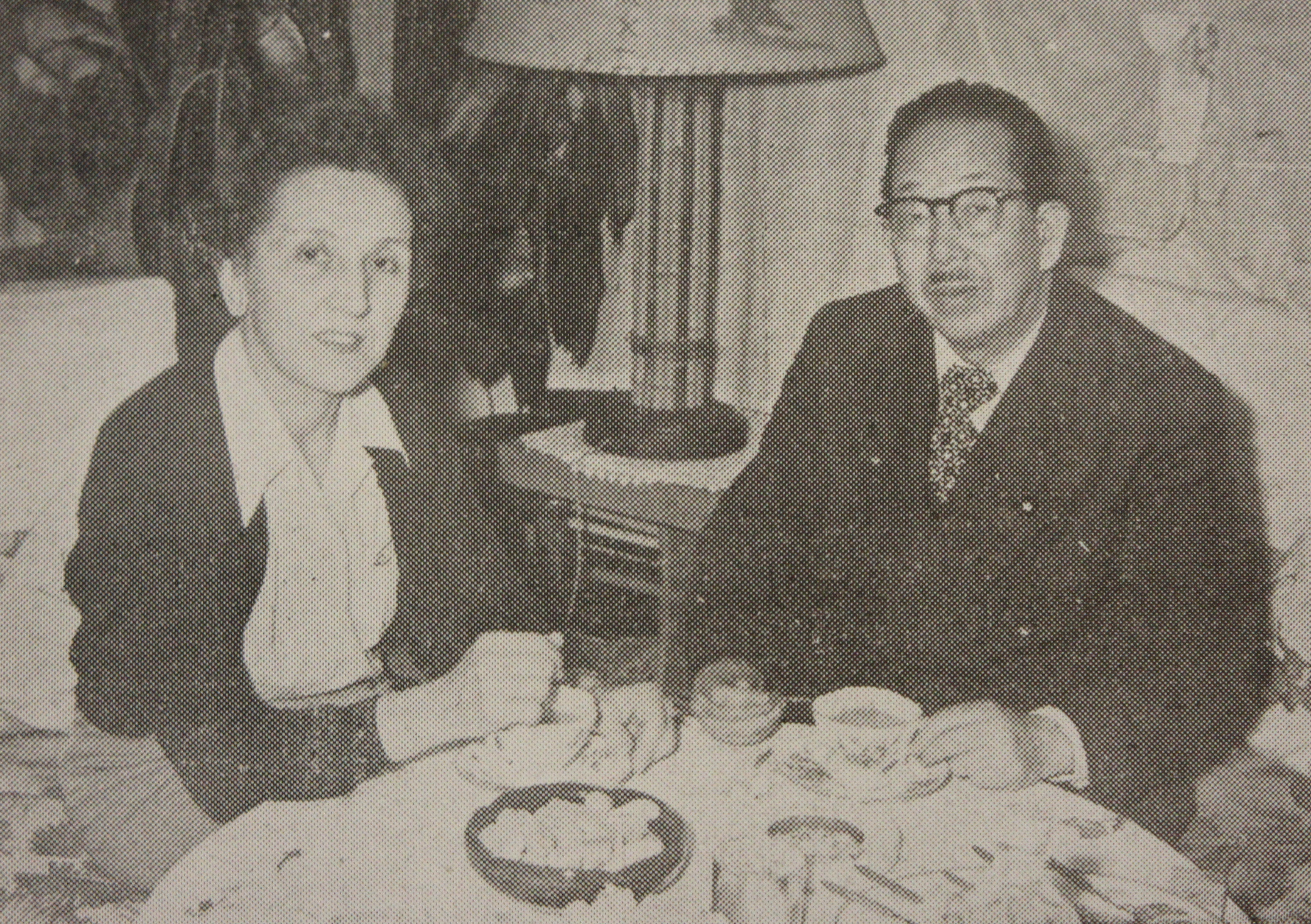
小林錡と妻のゲルト・ルード（1956年）

愛知県西加茂郡寺部村（現・豊田市）に生まれる。1903年（明治36年）3月、高橋村寺部尋常高等小学校（現・豊田市立寺部小学校）を卒業。1908年（明治41年）3月、東京府青山師範学校卒業。同年4月、東京市麹町尋常小学校（現・千代田区立麹町小学校）の訓導となる。
1912年（明治45年）、日本大学法文学部英法科卒業。1915年（大正4年）12月、判事検事登庸試験に合格。佐賀地方裁判所、甲府地方裁判所、東京地方裁判所などで検事を務める。
1923年（大正12年）、ドイツに留学。ベルリン大学法科で欧米各国における政治経済法律を研究する。1926年（大正15年）、同大学卒業。1927年（昭和2年）2月に帰国。同年4月、日本大学教授に就任。また同年、ベルリン大学留学時代に知り合った文科の学生のゲルト・ルードと結婚。
1928年（昭和3年）の第1回普通選挙に旧愛知4区から立憲政友会公認で出馬するも落選。1930年（昭和5年）2月20日に行われた第17回衆議院議員総選挙で初当選した。1932年（昭和7年）、1936年（昭和11年）と当選を重ねる。
1937年（昭和12年）の総選挙は落選。1942年（昭和17年）の総選挙は翼賛政治体制協議会の推薦が得られず落選。
戦後、最初に行われた1946年（昭和21年）4月の第22回衆議院議員総選挙に大選挙区制の旧愛知2区から出馬し当選。6月4日、第1次吉田内閣の商工政務次官に就任。しかし公職追放を受けたため、1947年（昭和22年）3月4日に同職を辞任。1947年の総選挙と1949年（昭和24年）の総選挙にも出馬することができなかった。1951年（昭和26年）8月、公職追放解除。1952年（昭和27年）と1953年（昭和28年）の選挙で当選。1955年（昭和30年）2月27日に行われた総選挙では落選。ところが当選者の永田安太郎が同年5月13日に死去したため繰り上げ当選を果たす。1957年（昭和32年）、第46回列国議会同盟会議に日本議員団長として参加。
1958年（昭和33年）の総選挙も当選。議員在職中、衆議院法務委員長や裁判官弾劾裁判所裁判長、日本大学法学部長などの要職に就いた。
衆議院解散翌日の1960年（昭和35年）10月25日、脳出血により東京都品川区の自宅で死去。72歳没。地盤は同郷の浦野幸男が引き継いだ。

## 衆議院議員総選挙の結果
| 執行日        | 選挙   | 所属党派   | 当落 |
| ------------- | ------ | ---------- | ---- |
| 1928年2月20日 | 第16回 | 政友会     | 落   |
| 1930年2月20日 | 第17回 | 政友会     | 当   |
| 1932年2月20日 | 第18回 | 政友会     | 当   |
| 1936年2月20日 | 第19回 | 政友会     | 当   |
| 1937年4月30日 | 第20回 | 政友会     | 落   |
| 1942年4月30日 | 第21回 | 無所属     | 落   |
| 1946年4月10日 | 第22回 | 進歩党     | 当   |
| 1952年10月1日 | 第25回 | 自由党     | 当   |
| 1953年4月19日 | 第26回 | 自由党     | 当   |
| 1955年4月19日 | 第27回 | 自由党     | 繰   |
| 1958年5月22日 | 第28回 | 自由民主党 | 当   |

## 著書
- 『改正刑事訴訟法解説』大成出版社、1953年。
- 『政治犯罪の類型』新生社、1958年。